# Club Atlético Huracán (Ingeniero White)
El Club Atlético Huracán es una institución social y deportiva fundada el 25 de mayo de 1916 en la ciudad portuaria de Ingeniero White, partido de Bahía Blanca, provincia de Buenos Aires, Argentina. Es conocido popularmente como El Globo y disputa los partidos oficiales en el estadio Bruno Lentini.
De los tres clubes bahienses que llegaron a la máxima categoría del fútbol argentino, fue el primero en hacerlo; los otros clubes fueron Olimpo y Puerto Comercial. El debut como local en los torneos Nacionales fue el 15 de septiembre de 1968, cuando le ganó 1-0 al Estudiantes de La Plata campeón de América y del Mundo, ante 11 mil espectadores.
En Primera División disputó el Campeonato Nacional 1968 y el Campeonato Nacional 1971.
Junto con Puerto Comercial disputan el clásico de Ingeniero White.
Salió tres veces Campeón de los torneos de la Liga del Sur: en 1967, en 1970 y en el Clausura 2015.
Jugó su primer Torneo Federal C en el 2016, pero al año siguiente salió campeón invicto de dicho torneo, organizado por la AFA. En el año 2019, Huracán de Ingeniero White militaba
en el Torneo Regional Federal Amateur 2019 bajo la conducción del DT Gustavo Echaniz, quien el 17 de marzo de 2019 cumplió 150 partidos, en forma ininterrumpida, dirigiendo al club, récord histórico desde la fundación del mismo.
Actualmente milita en la Liga del Sur.

## Fundación
El club fue fundado en el barrio boulevard Juan B Justo de Ingeniero White es el nombre de la población, cerca del puerto de Bahía Blanca. En este lugar, Huracán juega su clásico contra Club Atlético Puerto Comercial.
La hinchada es conocida como La Fiel y sus jugadores y fanes son conocidos popularmente como cangrejeros, por la gran cantidad de cangrejos que habitan en la costa de Bahía Blanca. Huracán está afiliado a la Liga del Sur donde obtuvo dos campeonatos.

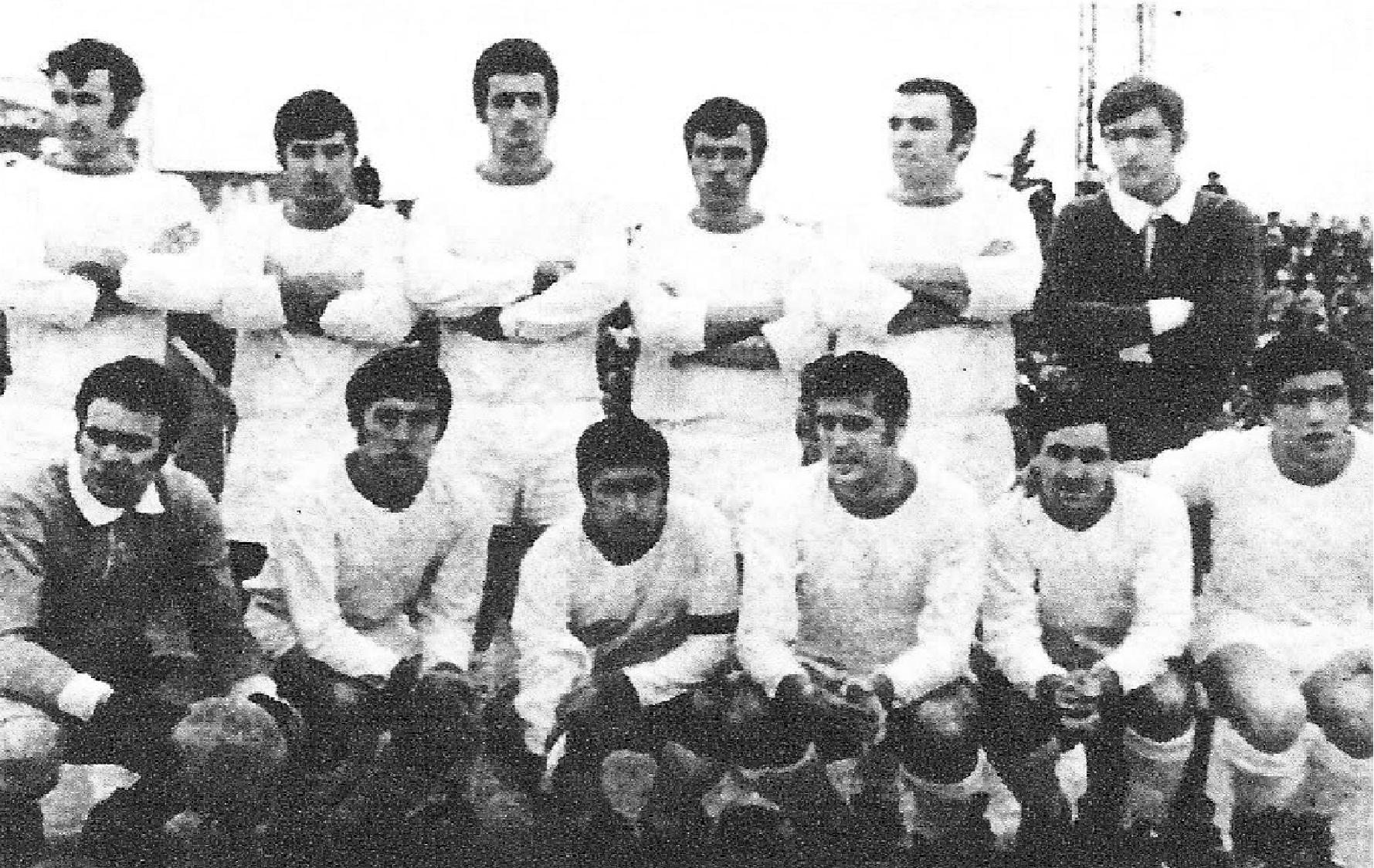
En la foto una de las formaciones de Huracán de Ingeniero White, que ganó el Grupo “D” en el Regional de 1968. Parados: Ginder, Giustini, Becchio, Solís, Rodríguez y Azcoitía. Agachados: Tazara, Rosales, Lucero, Lliteras, Magagna y Ferlich.

## Estadio
El nombre del estadio del Club Atlético Huracán se llama Bruno Lentini, en honor al presidente del club entre 1947 y 1951. Tiene una capacidad para 4.200 espectadores.
Está ubicado en las calles Corbeta Uruguay y Daniel de Solier, Ingeniero White, en el partido de Bahía Blanca, Argentina 

Link para ubicación en Google Maps: Estadio Bruno Lentini https://goo.gl/maps/rK3Gsip37Mx

## Uniforme Plantilla Torneos Federales
- Uniforme titular: Camiseta blanca con vivos rojos, pantalón y medias rojos.
- Uniforme alternativo: Camiseta roja con vivos blancos, pantalón y medias blancos.